# All I Want (canção de Kodaline)
"All I Want" é uma canção da banda indie irlandesa Kodaline, pertencente ao álbum In a Perfect World, lançado em 2013. A canção foi lançada como o quarto single do álbum no topo do número 15 no Irish Singles Chart e também alcançou o número 67 no UK Singles Chart.

## Videoclipe
O videoclipe da música foi lançado em duas partes separadas e foi dirigido por Stevie Russell.
Oliver, que está aflito com um rosto deformado, trabalha em uma empresa e é atraído por Mandy, uma das colegas de trabalho, mas ela é cautelosa ao desenvolver qualquer relação com ele por causa de sua deformidade. Na parte 1 do vídeo, Oliver é intimidado por três de seus colegas de trabalho, que mais tarde assediam Mandy. Mas Oliver defende ela empurrando-os de volta. Mandy se grata com Oliver por causa de sua defesa contra os agressores. Na parte 2, Oliver esquece de usar a gravata enquanto vai trabalhar. Ele pega a gravata, mas o cachorro passa pela porta aberta e se perde. O cachorro vagueia pelas ruas e também passa por uma banda de rua (Kodaline). Oliver descobre a perda de seu cachorro quando ele volta para casa e imediatamente sai em busca de seu cão, e Mandy o ajuda a imprimir os pôsteres que ele distribui por toda a localidade.
O diretor dos 2 vídeos, Stevie Russel, interpreta o personagem principal Oliver, e Mandy é interpretada por Amy De Bhrún. Os valentões são interpretados por James Cosgrave, Tristan McConnell e Ciaran O'Grady.

## Soundtrack
A música foi apresentada na trilha sonora do filme The Fault in Our Stars, bem como no piloto do programa de televisão The Royals. Também foi apresentado na 9ª temporada de Grey's Anatomy. Também foi destaque na 5ª temporada da série The Vampire Diaries. E também foi destaque na 1ª temporada de 13 Reasons Why.

## Gráficos semanais
| Gráfico (2014)              | Posições de pico |
| --------------------------- | ---------------- |
| Bélgica (Ultratip Flanders) | 57               |
| França (SNEP)               | 48               |
| Irish Singles Chart         | 15               |
| Holanda (Single Top 100)    | 26               |
| UK Singles Chart            | 67               |

## Certificações
| Região | Certificação | Unidades/Vendas certificadas |
| --- | ------------ | ---------------------------- |
| Dinamarca (IFPI Denmark)                                                                                              | Ouro         | 45.000^                      |
| Itália (FIMI) | Ouro         | 25.000‡                      |
| Reino Unido (BPI) | Ouro         | 400.000‡                     |
| ^ números de remessas baseadas apenas na certificação ‡ vendas + números de streaming baseados apenas na certificação |              |                              |